# Bieriezowka (rejon bogorodzki)
Bieriezowka (ros. Березовка) – wieś (dieriewnia) w Rosji, w obwodzie niżnonowogrodzkim, w rejonie bogorodzkim. W 2010 liczyła 1776 mieszkańców.